# Helen Searle
Helen Searle (* 1834 in Burlington; † November 1884 in Jacksonville, Morgan County (Illinois)) war eine US-amerikanische Stilllebenmalerin.

## Leben
Helen Searle, Tochter des Architekten Henry Searle, verbrachte ab ihrem zehren Lebensjahr ihre Kindheit in Rochester, New York. Helen R. Searle begann schon sehr früh erste Blumen-, Früchte-Stillleben zu malen, die sie ab 1863 in Rochester auf dem „Babies’ Hospital Relief Bazar“ und im folgenden Jahr in der Buffalo Fine Arts Academy von Buffalo zeigte. Noch selber die Kunst der Malerei erlernend, unterrichtete Searle als Mal- und Zeichenlehrerin an „Mrs. Bryans Female Seminary“ in Batavia im Genesee County (New York). 1866 hatte Searle ihre erste Ausstellung an der National Academy of Design in New York.

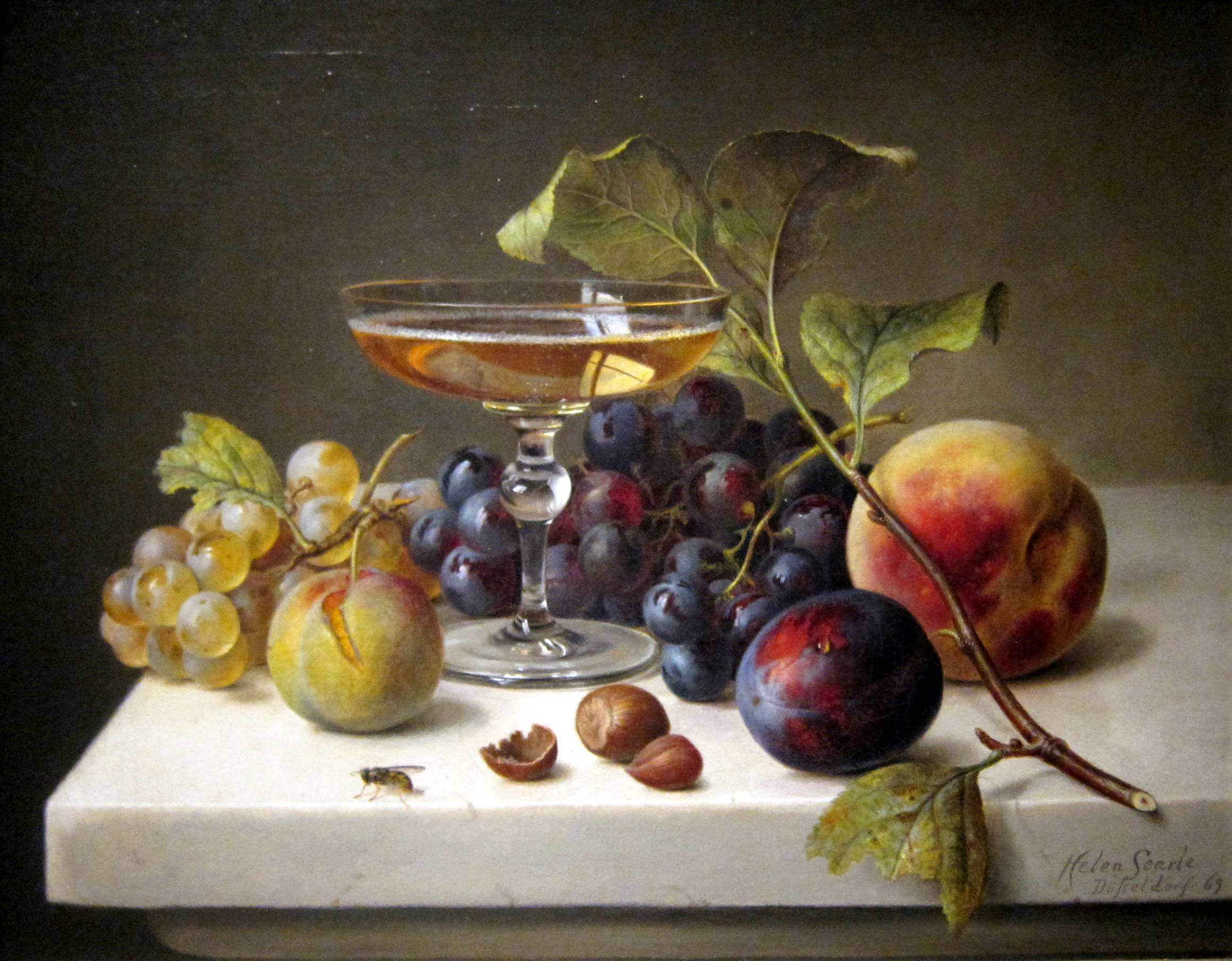
Fruit and Champagne, 1869

1867 folgte sie dem Ruf der Düsseldorfer Malerschule und war bis 1871 Privatschülerin von Johann Wilhelm Preyer. Zeitgenössischen Berichten zufolge war mit Searle eine Schülerin Preyers gefunden worden, die seine Meisterschaft nahezu erreichte. Ihre künstlerische Entwicklung auf Basis des Unterrichtes bei Johann Preyer wurde bei der Vorstellung ihrer Bilder in der Öffentlichkeit, so beispielsweise im März 1870 bei der Kunsthandlung Bismeyer & Kraus in Düsseldorf, von der Tagespresse im höchsten Maße gelobt.
Im Jahre 1872 kehrte Searle in die Vereinigten Staaten von Amerika zurück und richtete sich ein Studio in Washington, D.C. ein. In Düsseldorf hatte Helen Searle den verwitweten amerikanischen Maler James William Pattison kennen gelernt, welchen sie 1876 heiratete. Für einige Zeit lebte das Paar in der Künstlerkolonie nördlich von Paris in Écouen. Pattison war im Salon de Paris von 1879, 1880 und 1881 vertreten. Searle selbst zeigte 1879 ein Obst-Stillleben auf dem Pariser Salon unter ihrem Mädchennamen. Ab 1882 verbrachten sie einige Zeit in Chicago und New York City, bis das Malerpaar 1884 nach Jacksonville Illinois zogen, wo James William Pattison die Leitung der „School of Fine Arts“ an der „Jacksonville Female Academy“ erhalten hatte. Im selben Jahr, im November, verstarb Helen Pattison-Searle.
Helen Pattison-Searle, etablierte Stilllebenmalerin des 19. Jahrhunderts, hatte größere Aufträge und Ausstellungen in Deutschland, den Salons von Paris, wie auch in der National Academy of Design in New York. Heute befinden sich die meisten Gemälde Searles in Privatbesitz, aber auch in großen öffentlichen Sammlungen wie der des Smithsonian American Art Museums in Washington oder Art Museum in  Worcester.

## Werk (Auswahl)
- Studien von roten Weintrauben, 1848[4]
- Früchtestillleben mit Kürbis[5]
- Früchte und Champagner, 1869
- Früchte, Wein und Fliege, 1869[6]
- Stillleben mit Frucht[7]
- Früchtestilleben mit Römer, 1873[8]
- Peonies, 1887[9]
- Carnations and Poppies, 1888[10]